# 196945 Guerin
196945 Guerin è un asteroide della fascia principale. Scoperto nel 2003, presenta un'orbita caratterizzata da un semiasse maggiore pari a 2,9807918 UA e da un'eccentricità di 0,1449095, inclinata di 4,00654° rispetto all'eclittica.